# Eulophia kamarupa
Eulophia kamarupa är en orkidéart som beskrevs av Sud.Chowdhury. Eulophia kamarupa ingår i släktet Eulophia och familjen orkidéer.
Artens utbredningsområde är Assam (Indien). Inga underarter finns listade i Catalogue of Life.